# Ichirō Mizuki

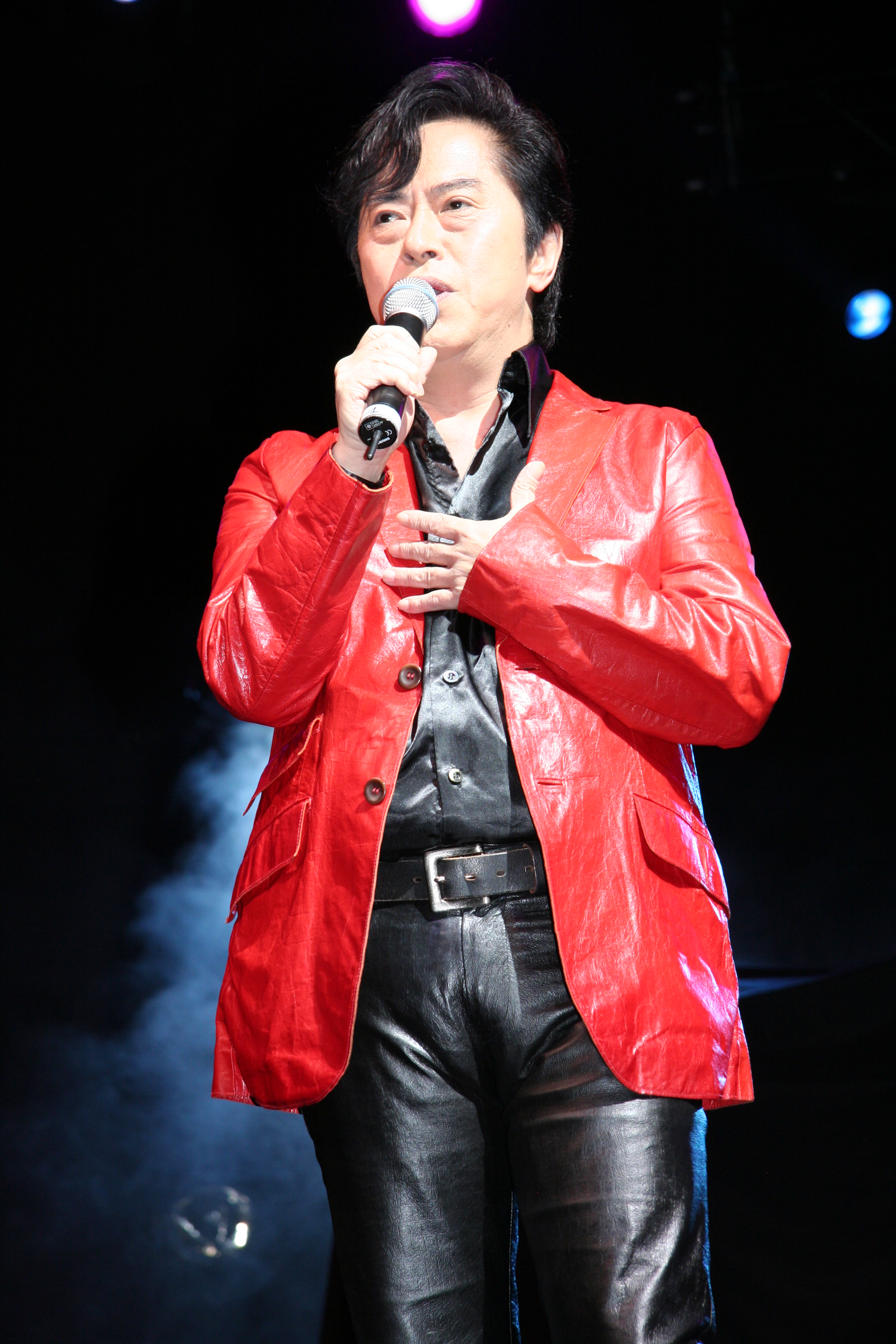
Ichirō Mizuki in Japan Expo (6-7-2007)

Ichirō Mizuki (jap. 水木 一郎, Mizuki Ichirō; * 7. Januar 1948 in Tokio, Japan als Toshio Hayakawa (早川 俊夫, Hayakawa Toshio); † 6. Dezember 2022) war ein japanischer Sänger und Komponist zahlloser Anime- und Tokusatsu-Lieder. Auch hat er als Schauspieler in Tokusatsu-Serien mitspielt.
Er war auch unter dem Spitznamen Aniki (アニキ, jap. Anrede „großer Bruder“) bekannt.
Ichirō Mizukis erste Single Kimi ni sasageru Boku no Uta wurde im Herbst 1968 via Nippon Columbia veröffentlicht. Im Jahr 1971 brachte er sein erstes Lied Genshi Shounen Ryuu ga Yuku von Shōtarō Ishinomori aus der Anime-Reihe Genshi Shōnen Ryū heraus. Er verband im Jahr 2000 das Projekt der Anison-Rockband JAM Project mit einem Stipendium von Hironobu Kageyama, Masaaki Endō, Eizo Sakamoto und Rika Matsumoto.

## Diskographie

### Alben
- 1989 – OTAKEBI Sanjou! Hoeru Otoko Ichiro Mizuki Best (OTAKEBI参上!吠える男 水木一郎ベスト)
- 1990 – Ichiro Mizuki OTAKEBI 2 (水木一郎 OTAKEBI2)
- 1990 – Ichiro Mizuki All Hits Vol.1 (水木一郎 大全集Vol.1)
- 1991 – Ichiro Mizuki All Hits Vol.2 (水木一郎 大全集Vol.2)
- 1991 – Ichiro Mizuki Ballade Collection ~SASAYAKI~ Vol.1 (水木一郎バラード・コレクション~SASAYAKI~Vol.1)
- 1991 – Ichiro Mizuki All Hits Vol.3 (水木一郎 大全集Vol.3)
- 1992 – Ichiro Mizuki All Hits Vol.4 (水木一郎 大全集Vol.4)
- 1992 – Ichiro Mizuki All Hits Vol.5 (水木一郎 大全集Vol.5)
- 1993 – Dear Friend
- 1994 – Ichiro Mizuki no Tanoshii Asobi Uta (水木一郎のたのしいあそびうた)
- 1995 – Ichiro Mizuki Best & Best (水木一郎 ベスト&ベスト)
- 1997 – ROBONATION Ichiro Mizuki Super Robot Complete (ROBONATION 水木一郎スーパーロボットコンプリート)
- 1998 – Neppuu Densetsu (熱風伝説)
- 1999 – Neppuu Gaiden -Romantic Master Pieces- (熱風外伝-Romantic Master Pieces-)
- 2001 – Aniki Jishin ~30th Anniversary BEST~ (アニキ自身~30th Anniversary BEST~)
- 2004 – Ichiro Mizuki Best of Aniking -Red Spirits- (水木一郎 ベスト・オブ・アニキング -赤の魂-)
- 2004 – Ichiro Mizuki Best of Aniking -Blue Spirits- (水木一郎 ベスト・オブ・アニキング -青の魂-)
- 2007 – Dear Friend 2007 ~Futari no Anison~ (Dear Friend 2007 ~ふたりのアニソン~)
- 2008 – Debut 40th Anniversary: Ichiro Mizuki Best (デビュー40周年記念 水木一郎 ベスト)
- 2008 – Ichiro Mizuki Debut 40th Anniversary CD BOX: Michi ~road~ (水木一郎デビュー40周年記念CD-BOX 道~road~)
- 2008 – WAY ~GRAND ANIKI STYLE~
- 2008 – Debut 40th Anniversary: Ichiro Mizuki TV Size Shudaika Best (デビュー40周年記念 水木一郎TVサイズ主題歌ベスト)

### Singles
- 1968 – Kimi ni sasageru Boku no Uta (君にささげる僕の歌)
- 1970 – Dare mo inai Umi (誰もいない海)
- 1990 – Natsukashi Kutte Hero ~I'll Never Forget You!~ (懐かしくってヒーロー~I'll Never Forget You!~)
- 1992 – Natsukashi Kutte Hero PartII ~We'll Be Together Forever!~ (懐かしくってヒーロー・PartII~We'll Be Together Forever!~)
- 1994 – SEISHUN FOR YOU ~Seishun no Uta~ (SEISHUN FOR YOU~青春の詩~)
- 1997 – 221B Senki Single Version (221B戦記 シングルバージョン)
- 1999 – Golden Rule ~Kimi wa mada Maketenai!~ (Golden Rule~君はまだ負けてない!~) / Miage te goran Yoru no Hoshi o (見上げてごらん夜の星を)
- 2006 – Gōshaku! Chōjin Neiger ~Midaga omedaji~ (豪石!超神ネイガー~見だがおめだぢ~) / Tooi Kaze no Naka de (遠い風の中で)
- 2008 – Nanno koreshiki Furoshikiman (なんのこれしき ふろしきマン) / Fighter the FUGU
- 2009 – Chōjin Neiger ~Seigi no Inaho~ (超神ネイガー~正義ノ稲穂~) / Yume Kariudo (夢刈人)

## Wichtige Werke

### Anime
- Genshi Shōnen Ryū ga Yuku (Genshi Shōnen Ryū) (原始少年リュウ)
- Mazinger Z (Mazinger Z (マジンガーZ))
- Babel Nisei (Babel the 2nd) (バビル2世)
- Ore wa Great Mazinger (Great Mazinger (グレートマジンガー))
- Tekkaman no Uta (Tekkaman: The Space Knight) (宇宙の騎士テッカマン)
- Kōtetsu Jeeg no Uta (Kōtetsu Jeeg (鋼鉄ジーグ Kōtetsu Jīgu))
- Combattler V no Thema (Super Electromagnetic Robot Combattler V) (超電磁ロボ コン・バトラーV)
- Tatakae! Gakeen (Magne Robo Gakeen) (マグネロボ ガ・キーン)
- Try Attack! Mechander Robo (Mechander Robo) (合身戦隊メカンダーロボ)
- Hyōga Senshi Guyslugger (Hyōga Senshi Guyslugger) (氷河戦士ガイスラッガー)
- Chichi o Motomete (Super Electromagnetic Machine Voltes V) (超電磁マシーンボルテスV)
- Chōjin Sentai Baratack (Baratack) (超人戦隊バラタック)
- Grand Prix no Taka (Arrow Emblem Hawk of the Grand Prix) (アローエンブレム グランプリの鷹)
- Uchū Kaizoku Captain Harlock (Uchū Kaizoku Captain Harlock (宇宙海賊キャプテンハーロック))
- Lupin the 3rd – Ai no Thema (Lupin the 3rd) (ルパン三世)
- Kokoro ni Ase o (Shin Kyojin no Hoshi II) (新・巨人の星II)
- Tatakae! Golion (Hyakujū-Ō Golion (百獣王ゴライオン Hyakujū-Ō Goraion))
- Tiger Mask Nisei (Tiger Mask II) (タイガーマスク二世)
- Game Center Arashi (Game Center Arashi) (ゲームセンターあらし)
- Mawari Himawari Hero Hero-kun (Hero Hero-kun) (へろへろくん)
- Sangō no Hitsugi (Shinkon Gattai Gōdan'nā!!) (神魂合体ゴーダンナー!!)

#### OVA
- CROSS FIGHT! (Haja Taisei Dangaiō (破邪大星ダンガイオー))
- Ima ga sono Toki da (Change!! Getter Robo) (真(チェンジ!!)ゲッターロボ 世界最後の日)
- Dare ka ga Kaze no Naka de (Tenamonya Voyagers) (てなもんやボイジャーズ)
- STORM (Shin Getter Robo vs. Neo Getter Robo) (真ゲッターロボ対ネオゲッターロボ)
- Mazinger Sanka (Mazinkaiser (マジンカイザー Majinkaizā))
- Mazinkaiser no Thema (マジンカイザーのテーマ Majinkaizā no Tēma) (Mazinkaiser)
- TORNADO (Mazinkaiser)

### Tokusatsu
- Bokura no Barom One (Chōjin Barom 1 (超人バロム1 Chōjin Baromu 1))
- Arashi yo Sakebe (Henshin Ninja Arashi (変身忍者 嵐))
- Hakaider no Uta (ハカイダーの歌 Hakaidā no uta) (Jinzō Ningen Kikaider (人造人間キカイダー Jinzō Ningen Kikaidā))
- Shōnen Kamen Rider Tai no Uta (少年仮面ライダー隊の歌) (Kamen Rider V3 (仮面ライダーV3))
- Robot Keiji (Robot Keiji (ロボット刑事 Robotto Keiji))
- Shiro Jishi Kamen no Uta (Shiro Jishi Kamen (白獅子仮面))
- Chest! Chest! Inazuman (Inazuman (イナズマン))
- Setup! Kamen Rider X (セタップ！仮面ライダーX) (Kamen Rider X (仮面ライダーX))
- Inazuman Action (Inazuman F (イナズマンF))
- Ganbare Robocon (がんばれ!!ロボコン Ganbare!! Robokon/Robocon)
- Bouken Rockbat (Bouken Rockbat) (冒険ロックバット Bōken Rokkubatto)
- Kamen Rider Stronger no Uta (Kamen Rider Stronger (仮面ライダーストロンガー))
- Yukuzo! BD7 (Shounen Tantei Dan) (少年探偵団)
- Shōri da! Akumaizer 3 (勝利だ!アクマイザー3) (Akumaizer 3 (アクマイザー3 Akumaizā 3))
- Kagayaku Taiyou Kagestar (The Kagestar (ザ・カゲスター Za Kagesutā))
- Tatakae! Ninja Captor (Ninja Captor (忍者キャプター))
- Jigoku no Zubat (Kaiketsu Zubat (快傑ズバット Kaiketsu Zubatto))
- Ō!! Daitetsujin One Seven (オー!!大鉄人ワンセブン) (Daitetsujin 17 (大鉄人17))
- Kyōryū Sentai Koseidon (恐竜戦隊コセイドン) (Kyōryū Sentai Koseidon (恐竜戦隊コセイドン))
- Battle Fever Sanka (Battle Fever J) (バトルフィーバーJ)
- Yuke! Yuke! Megaloman (Megaloman) (炎の超人メガロマン)
- Moero! Kamen Rider (Kamen Rider (Skyrider)) (仮面ライダー(スカイライダー))
- Junior Rider Tai no Uta (Kamen Rider Super 1) (仮面ライダースーパー1)
- Kagayake! Sun Vulcan (輝け! サンバルカン) (Taiyō Sentai Sun Vulcan (太陽戦隊サンバルカン Taiyō Sentai San Barukan))
- Andro Melos (Andro Melos (アンドロメロス Andoro Merosu))
- Jikū Senshi Spielvan/Spielban (時空戦士スピルバン) (Jikū Senshi Spielvan) (時空戦士スピルバン Jikū Senshi Supiruban)
- Time Limit (超人機メタルダー Chōjinki Metarudā/Metalder)
- Eien no Tameni Kimi no Tameni (Kamen Rider BLACK RX (仮面ライダーBLACK RX))
- Tokkei Winspector (特警ウインスペクター Tokkei Uinsupekutā) (Winspector)
- Hoero! Voicelugger (Voicelugger) (ボイスラッガー)
- Hyakujū Gattai! Gaoking (Hyakujū Sentai Gaoranger (百獣戦隊ガオレンジャー Hyakujū Sentai Gaorenjā))
- Tao (Jūken Sentai Gekirenger (獣拳戦隊ゲキレンジャー Jūken Sentai Gekirenjā))

## Filmographie
Anime
- 1979: Koraru no Tanken – Rat Hector
- 1979: Space Carrier Blue Noah – Gruppenkommandeur
- 1987: Dangaioh (OVA) – Yoldo
- 2007: Happy Lucky Bikkuriman – La☆Keen

Tokusatsu
- 1986: Jikuu Senshi Spielvan – Dr. Ben
- 1999: Voicelugger – Voicelugger Gold
- 2007: Chō Ninja Tai Inazuma!! Spark – Shōryūsai Mizuki

Videospiele
- ????: Super Robot Wars Alpha 3 – Keisar Ephes